# Монтевідео
Монтевіде́о — столиця і найбільше місто Уругваю, єдине місто-мільйонник країни, де живе майже 40 % її жителів. Тут міститься постійна резиденція Меркосуру та Асоціації латиноамериканської інтеграції.
Монтевідео — латиноамериканське місто з найвищою якістю життя, входить у тридцятку найбезпечніших міст світу.[джерело?]

## Географія

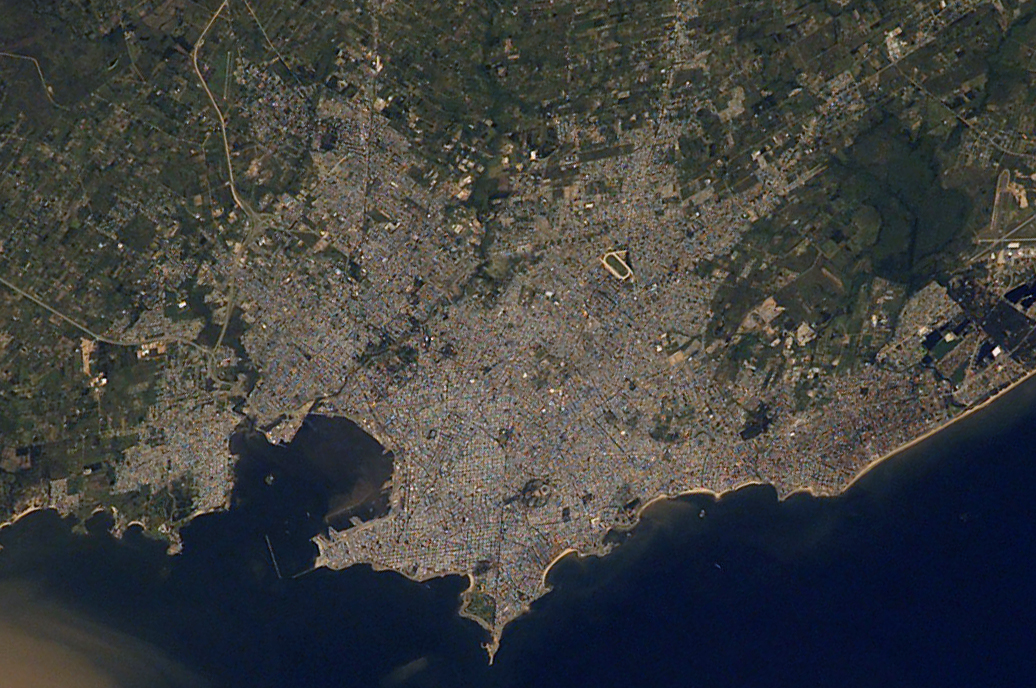
Вид Монтевідео з космосу (знімок NASA)

Монтевідео — найпівденніша столиця Америки. Координати: 34°53′01″ пд. ш. 56°10′55″ зх. д. / 34.88361° пд. ш. 56.18194° зх. д.. Місто розташоване у південній частині країни, на території однойменного департаменту, найменшого серед 19 департаментів, на північному березі Ріо-де-ла-Плата, рукава Атлантичного океану, який відділяє південне узбережжя Уругваю від північного узбережжя Аргентини. Буенос-Айрес розташований за 230 км на захід від Монтевідео. Річка Санта-Лусія утворює природний кордон між Монтевідео і департаментом Сан-Хосе на заході. На півночі і сході місто межує з департаментом Канелонес, річка Карраско утворює природний кордон на сході. Берегова лінія утворює південний кордон міста, де перемежовуються скелясті виступи і піщані пляжі.
Затока Монтевідео утворює природну гавань, найбільшу в країні і одну з найбільших в країнах Південного конуса, де розташований один з найкращих морських портів в регіоні, який є найважливішим компонентом уругвайської економіки та зовнішньої торгівлі. Кілька річкових потоків перетинають місто і впадають в затоку Монтевідео. Берегова лінія і річки сильно забруднені.
Місто має середню висоту 43 метри над рівнем моря. Його найвищі точки — пагорби Серро-де-Монтевідео (134 метри) і Серро-де-ла-Вікторія. На Серро-де-Монтевідео розташована фортеця Форталеза-дель-Серро.

## Демографія
1860 року в Монтевідео проживало 57 913 жителів, а до 1880 року іх кількість збільшилася в чотири рази, переважно через велику імміграцію європейців. 1908 року чисельність населення становила 309 331 особу.
Протягом 20-го століття місто прийняло велику кількість емігрантів з Європи, особливо іспанців та італійців, за якими прибували французи і німці, а також представники різних національностей, у тому числі ірландці, британці, поляки, португальці, греки, угорці, росіяни, ліванці, вірмени та євреї. Остання хвиля імміграції спостерігалася між 1945 і 1955 роками. Згідно з даними перепису 2011 року чисельність населення Монтевідео склала 1 319 108 осіб, чисельність населення столичної агломерації становить близько двох мільйонів.

## Релігія
Церква і держава в Уругваї офіційно розділені з 1916 року. Релігія, що має найбільшу кількість послідовників в Монтевідео, — католицизм, і залишається таким з моменту заснування міста. Римсько-католицька архідієцезія Монтевідео була створена як Апостольський вікаріат Монтевідео в 1830 році. Вікаріат був перетворений у дієцезію Монтевідео 13 липня 1878 року. Папа Лев XIII звів ії в ранг архідієцезії 14 квітня 1897 року.
Монтевідео — єдина архідієцезія в країні, і її ординарій, архієпископ, також є примасом (предстоятелем) католицької церкви в Уругваї. З 2014 року архієпископом Монтевідео є Даніель Фернандо Стурла Беруе.
Інші релігійні вірування в Монтевідео — протестантизм, Умбанда, юдаїзм, є також атеїсти та агностики, деякі інші сповідують «віру в Бога, але без релігії».

## Клімат
Монтевідео має вологий субтропічний клімат (Cfa за Кеппеном). У місті прохолодна зима (з червня по вересень), спекотне літо (з грудня по березень) і мінлива весна (жовтень і листопад). Атмосферні опади розподілені рівномірно за всіма місяцями року. Часто бувають грози.
| Клімат Монтевідео                                   | Клімат Монтевідео | Клімат Монтевідео | Клімат Монтевідео | Клімат Монтевідео | Клімат Монтевідео | Клімат Монтевідео | Клімат Монтевідео | Клімат Монтевідео | Клімат Монтевідео | Клімат Монтевідео | Клімат Монтевідео | Клімат Монтевідео | Клімат Монтевідео |
| Показник                                            | Січ.              | Лют.              | Бер.              | Квіт.             | Трав.             | Черв.             | Лип.              | Серп.             | Вер.              | Жовт.             | Лист.             | Груд.             | Рік               |
| Абсолютний максимум, °C                             | 42,8              | 40,3              | 38,4              | 36,7              | 32,0              | 27,4              | 29,8              | 30,8              | 32,0              | 35,8              | 38,2              | 40,8              | 42,8              |
| Середній максимум, °C                               | 28,4              | 27,5              | 25,5              | 22,0              | 18,6              | 15,1              | 15,0              | 16,2              | 18,0              | 20,5              | 23,7              | 26,5              | 21,4              |
| Середня температура, °C                             | 23,0              | 22,5              | 20,6              | 17,2              | 14,0              | 11,1              | 10,9              | 11,7              | 13,4              | 16,0              | 18,6              | 21,3              | 16,7              |
| Середній мінімум, °C                                | 18,0              | 17,9              | 16,2              | 12,9              | 10,2              | 7,7               | 7,2               | 7,8               | 9,1               | 11,5              | 14,2              | 16,3              | 12,4              |
| Абсолютний мінімум, °C                              | 6,0               | 6,8               | 3,8               | 1,3               | −2                | −5,6              | −5                | −3,8              | −2,4              | −1,5              | 2,5               | 5,0               | −5,6              |
| Норма опадів, мм                                    | 86.8              | 101.5             | 104.6             | 85.5              | 89.0              | 83.1              | 86.4              | 88.2              | 93.9              | 108.5             | 89.3              | 84.4              | 1101.2            |
| Вологість повітря, %                                | 68                | 69                | 73                | 75                | 78                | 82                | 80                | 77                | 74                | 71                | 71                | 67                | 74                |
| --------------------------------------------------- | ----------------- | ----------------- | ----------------- | ----------------- | ----------------- | ----------------- | ----------------- | ----------------- | ----------------- | ----------------- | ----------------- | ----------------- | ----------------- |
| Джерело: RECORDS METEOROLOGICOS EN EL URUGUAYInUMet |                   |                   |                   |                   |                   |                   |                   |                   |                   |                   |                   |                   |                   |

## Сейсмічність
Місто розташоване біля «розлому Пунта-дель-Есте» з низькою сейсмічністю; останній зафіксований землетрус магнітудою 5,5 бала за шкалою Ріхтера стався 5 червня 1888 року.

## Українці в Монтевідео
Масове переселення українців в Уругвай почалося в 1920-х роках. Вперше до Уругваю почали прибувати переселенці переважно із Західної Волині та Західного Полісся, із сіл Східної Галичини. Також частина переселенців з Аргентини.
В приміщенні театру «Артигас» у Монтевідео (Colonia 870—900) 28 липня-1 серпня та 5-9 вересня 1923 р. пройшло 10 концертів Української республіканської капели під керівництвом Олександра Кошиця, що користувалися великим успіхом.
У 1946—1950 роках у цю країну переселилися так звані «переміщені особи» з Центральної Європи (особи, вивезені на примусову працю до Німеччини і політичні біженці). Майже половина переселенців осіла в Монтевідео. Товариство «Просвіта» в Східній республіці Уругвай було утворено в Монтевідео в 1934 р., як неофіційна філія «Просвіти» у Буенос-Айрес (за законами Аргентини громадська організація не могла мати філій в інших країнах). Тут була приватна домівка. Було закуплено ділянку під будівництво. Голова «Просвіти» в Монтевідео Теофіл Літошенко в листопаді 1935 р. майже через рік після її засунування, стверджував, що штаб-квартира «Просвіти» в Буенос-Айресі діяла як «українське консульство» в південній півкулі. Проте через внутрішні конфлікти товариство розпалося. Активні українці переїхали до Буенос-Айреса.
Організованого українського суспільно-культурного життя в Монтевідео наразі немає. Активізувати його намагається Посольство України в Аргентині. Воно ж домоглося пожвавлення міжнародних стосунків, зокрема скасування віз між Україною та Уругваєм з 15.02.2019 р. 25 квітня 2012 р. в історичній будівлі Міністерства закордонних справ Уругваю в Монтевідео (Av. 18 de Julio 1205) було проведено церемонію презентації і погашення пам'ятної поштової марки «20-а річниця дипломатичних відносин: Уругвай — Україна». Цього ж дня відбулося урочисте відкриття Почесного консульства України в столиці Уругваю, у якому взяли участь Міністр закордонних справ України К. І. Грищенко, Надзвичайний і Повноважний Посол України у Східній Республіці Уругвай за сумісництвом О. С. Тараненко, перший Почесний консул України в Уругваї Д. Гуадалупе Бренна, представники політичних і бізнесових кіл Уругваю, дипломатичного корпусу та української громади. Почесно консульство України в Уругваї (тут працюють уругвайці, задача консульства — торговельні відносини) знаходиться за адресою Costa Rica 1538, 11.500 Montevideo, Uruguay.

## Музеї
У Монтевідео працюють національний історичний музей, музей природничої історії, педагогічний музей, музей Торреса-Гарсія, музей Гурвіча, національний музей образотворчих мистецтв, муніципальний музей красних мистецтв, зоологічний музей та інші.

## Спорт

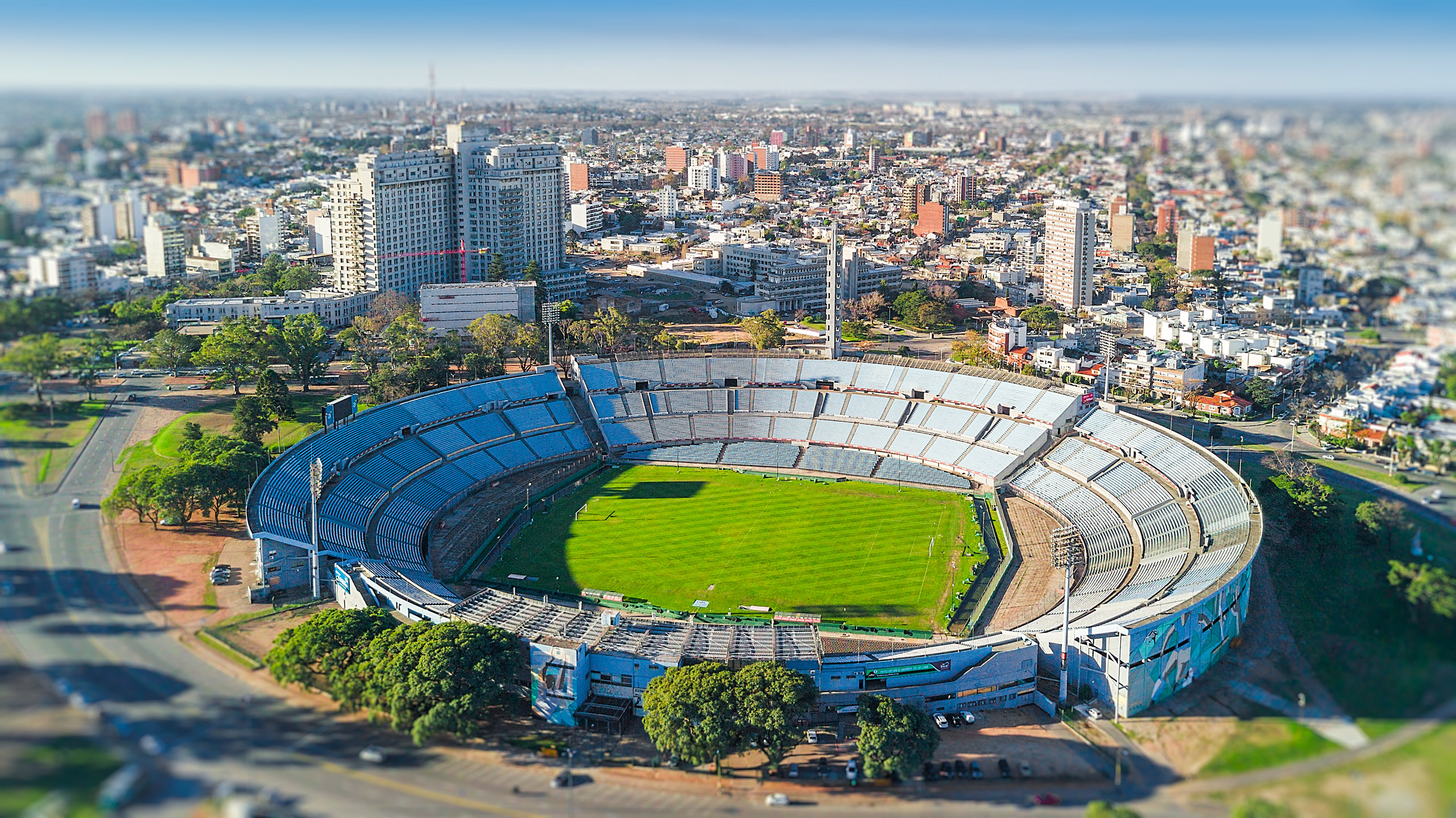
Стадіон Естадіо Сентенаріо

Монтевідео є головним спортивним центром країни. Найбільш популярним видом спорту в місті та країні є футбол. У місті були зіграні всі матчі чемпіонату світу з футболу 1930 року, першого в історії світового чемпіонату, на якому перемогла збірна Уругваю. Про цю подію знятий фільм «Монтевідео: Божественне бачення». З трьох стадіонів, на яких проводилися матчі, залишилися тільки Естадіо Парк Сентраль і Естадіо Сентенаріо, побудовані в ознаменування сторіччя національної незалежності.
Переважна більшість команд Прімера дивізіону базуються в Монтевідео і його околицях, у тому числі тут розташовані штаб-квартири двох основних команд країни, «Насьйоналя» і «Пеньяроля», а також інших команд, серед яких «Дефенсор Спортінг», «Данубіо», «Ліверпуль», «Монтевідео Вондерерз», «Рівер Плейт».
Штаб-квартира уругвайської баскетбольної ліги також базується в місті, і більшість команд, які входять до неї, також є столичними.

## Видатні особи
- Хуан Мануель Бланес (1830—1901) — уругвайський художник
- Жюль Лаффорг (1860—1887) — французький поет-символіст
- Жуль Сюперв'єль (1884—1960) — французький поет, прозаїк, драматург
- Табаре Васкес (* 1940) — президент Уругваю.
- Наталія Орейро (* 1977) — уругвайська і аргентинська співачка, акторка та модель.
- Фернандо Пікун (* 1972) — уругвайський футболіст.
- Дієго Форлан (* 1979) — уругвайський футболіст, нападник збірної Уругваю та бразильського «Інтернасьйонала», найкращий футболіст чемпіонату світу 2010.
- Альваро Кастаньєт (* 1983)  — австралійський художник ураугвайського походження.
- Лібер Сереньї (1916—2004) — уругвайський політичний діяч.

## Галерея

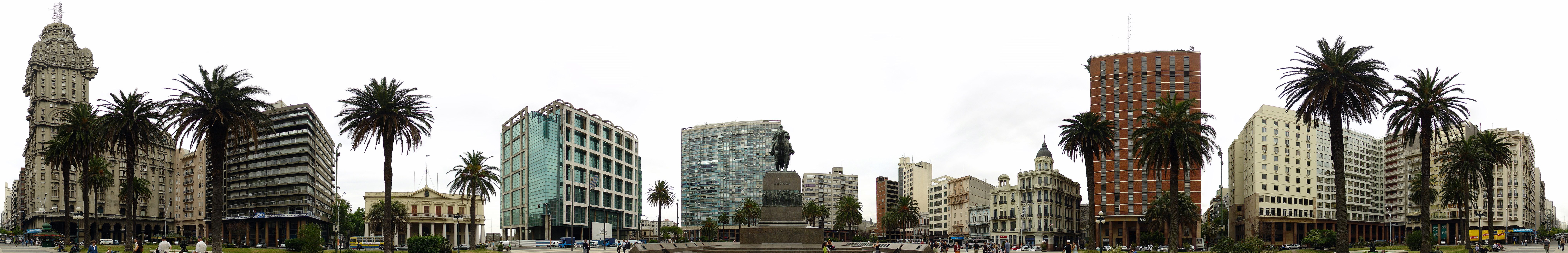
Площа Незалежності

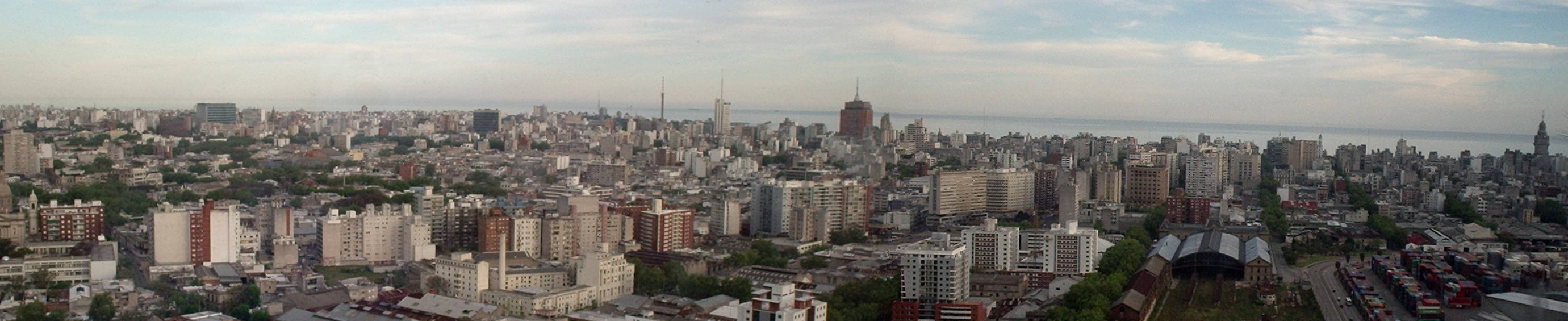
Панорама з Телекомунікаційної вежі в східному напрямку

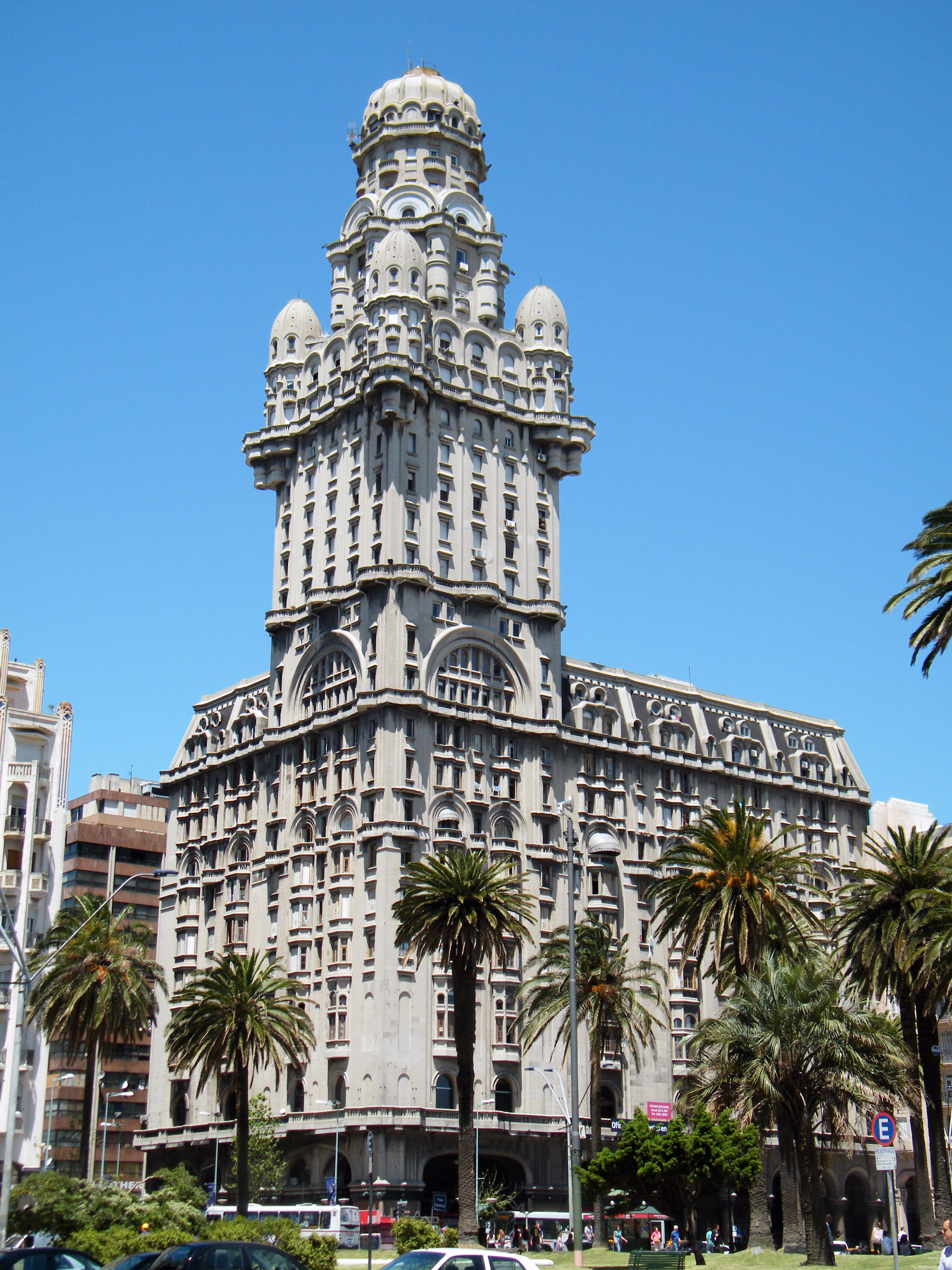
Палац Сальво
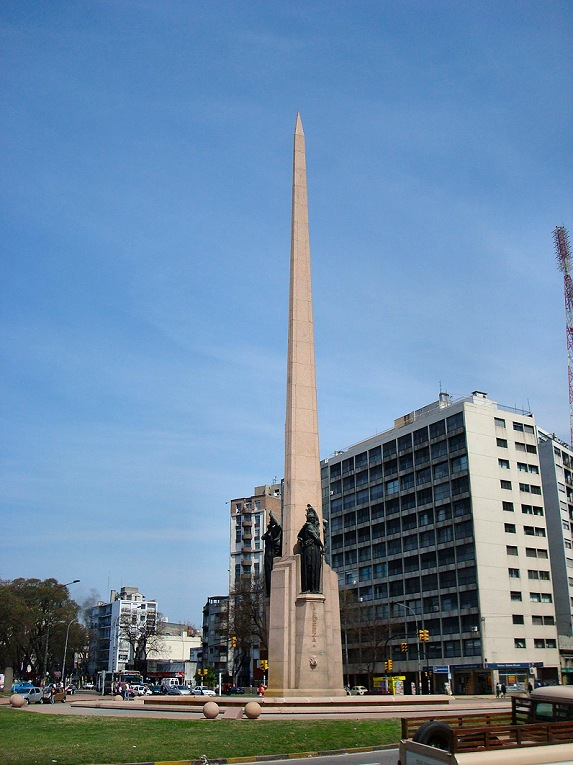
Обеліск Монтевідео
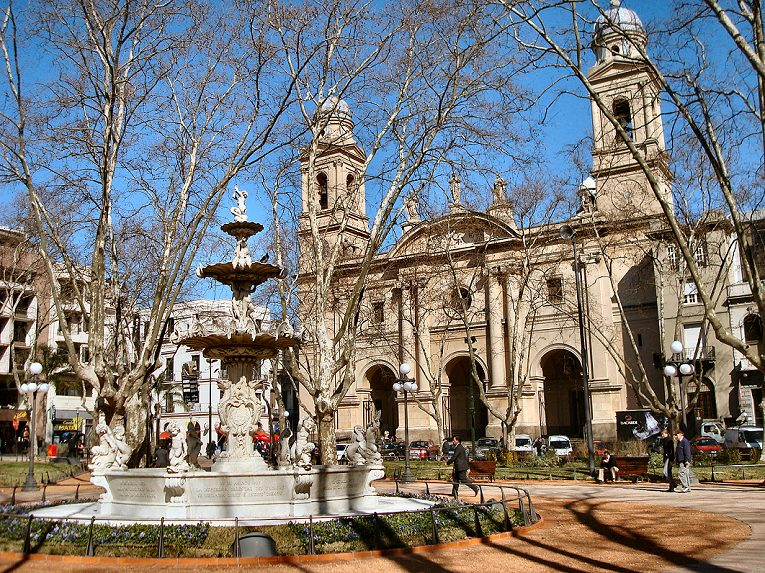
Площа Конституції та Кафедральний собор взимку
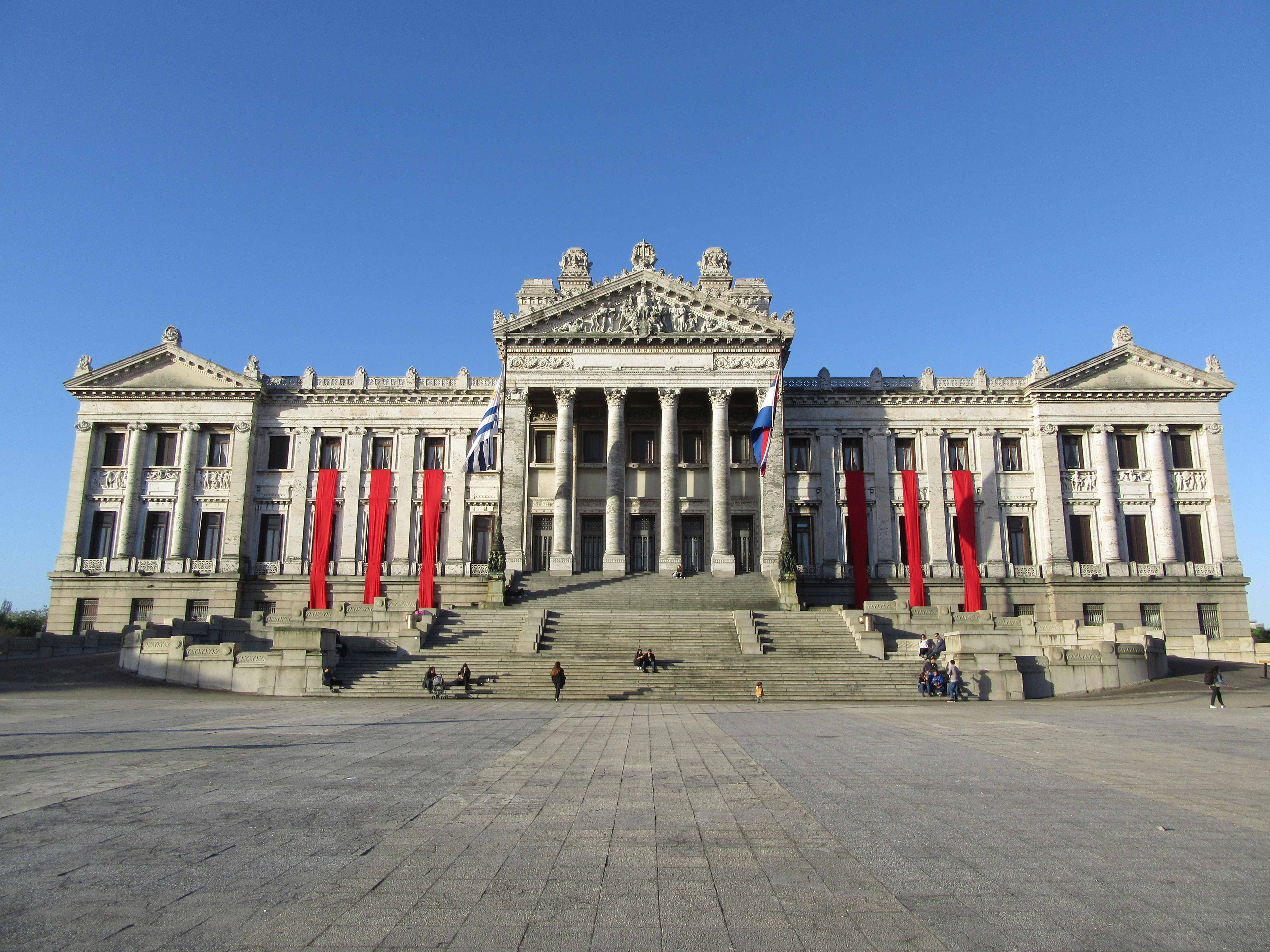
Законодавчий палац, будівля Генеральної асамблеї Уругваю
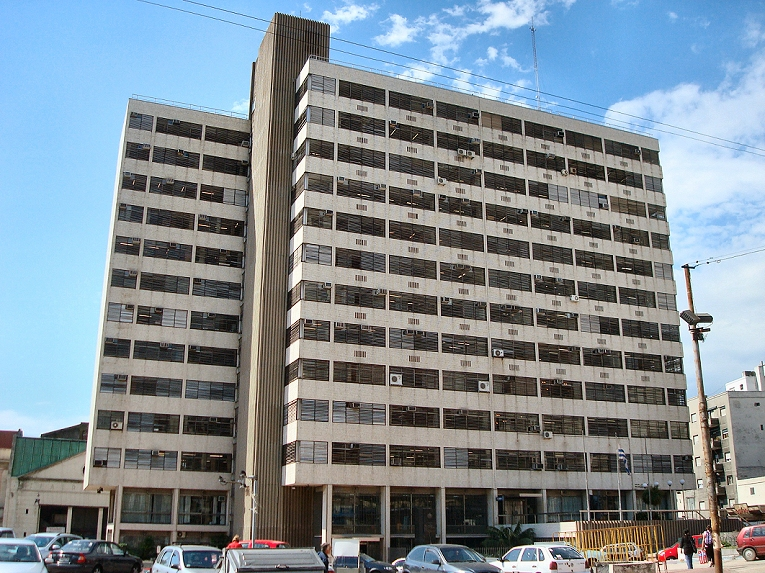
Центральний банк Уругваю
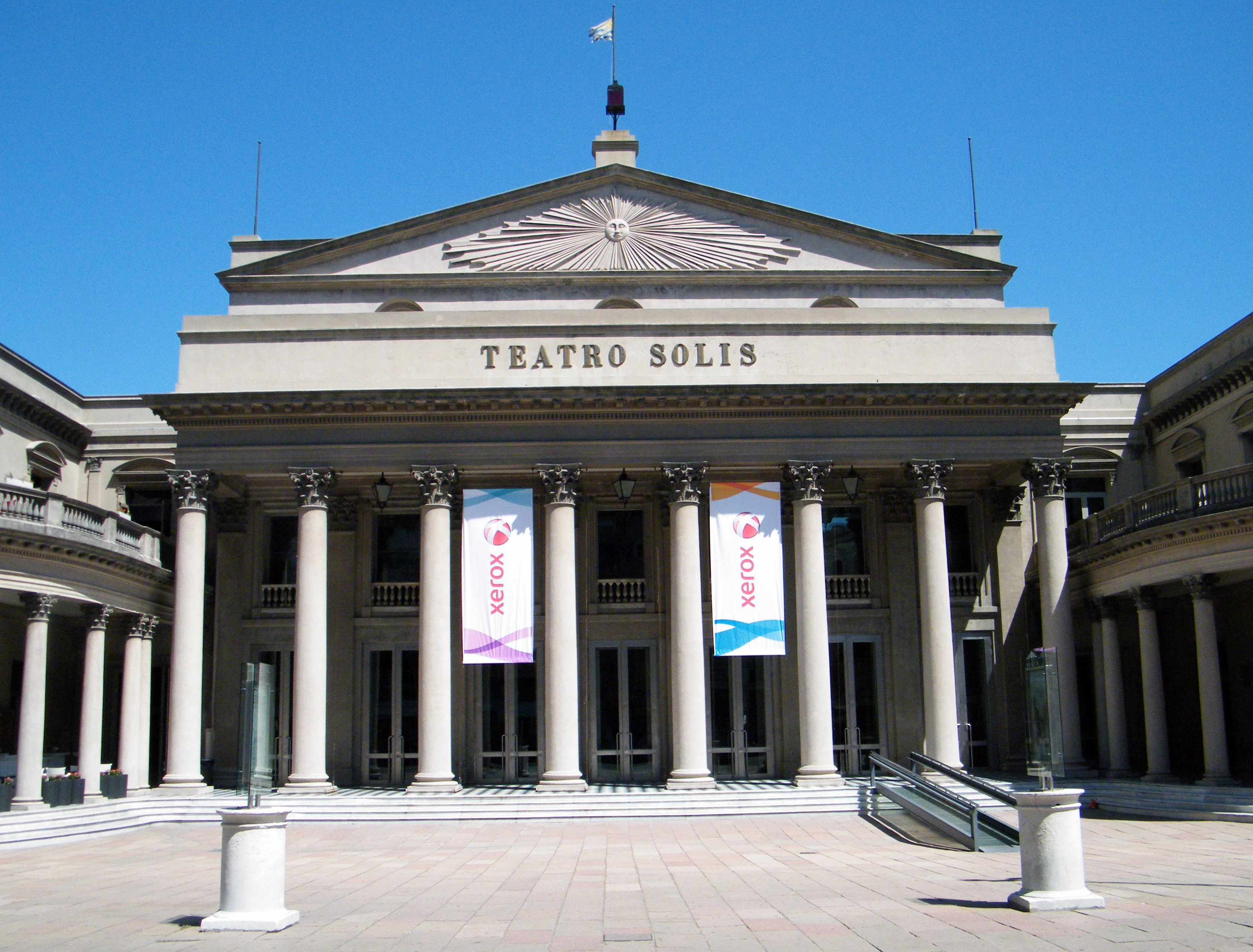
Театр Соліс
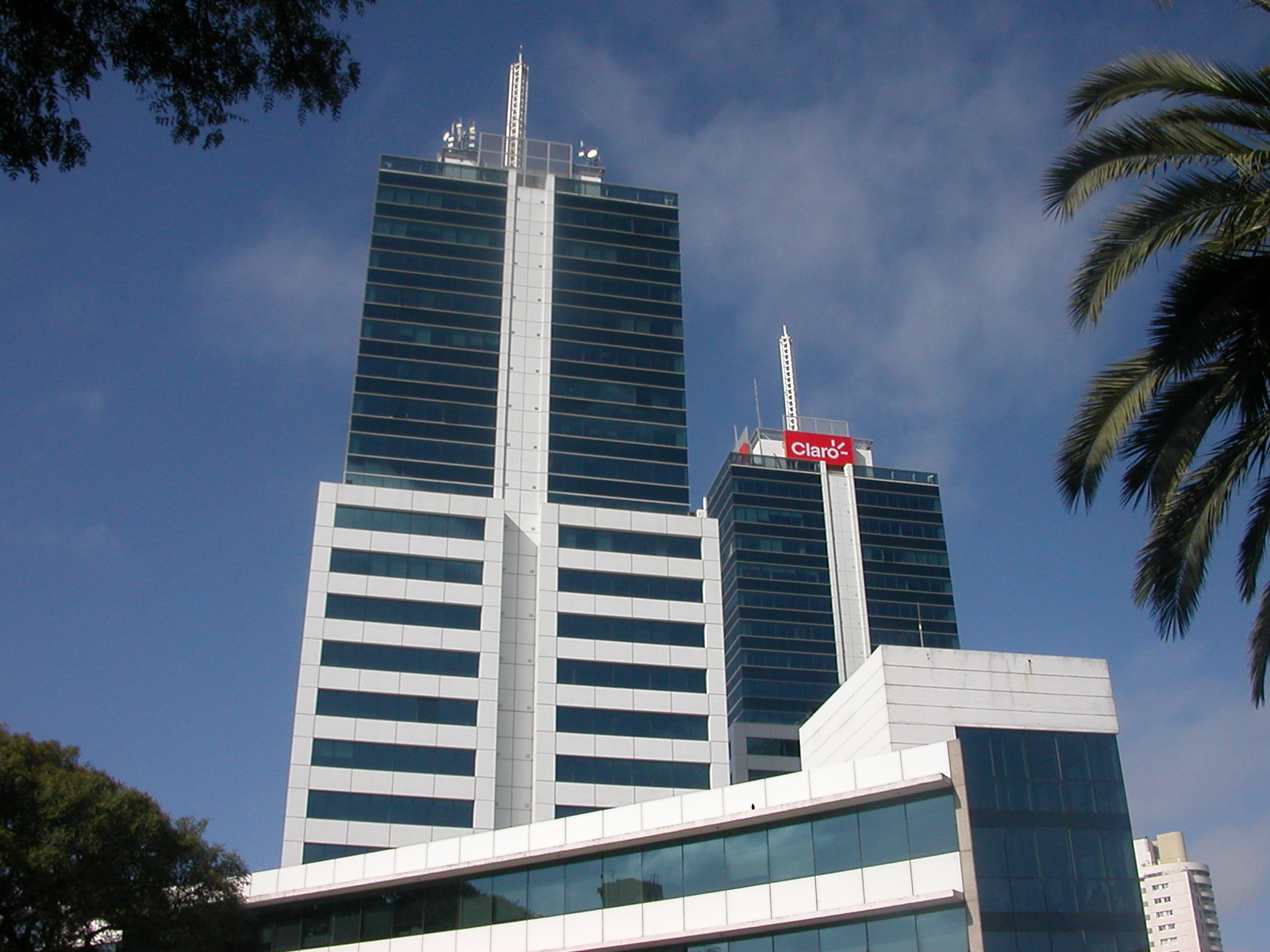
Всесвітній торговий центр у Монтевідео
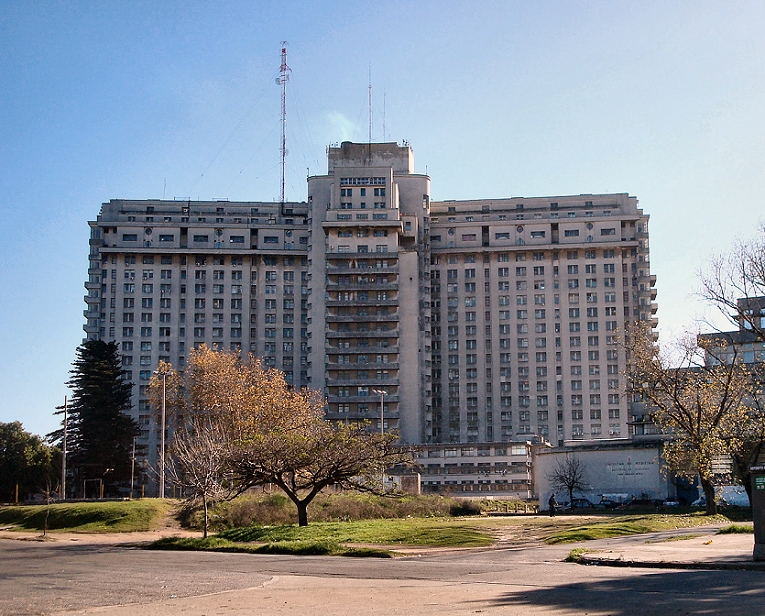
Клінічна лікарня
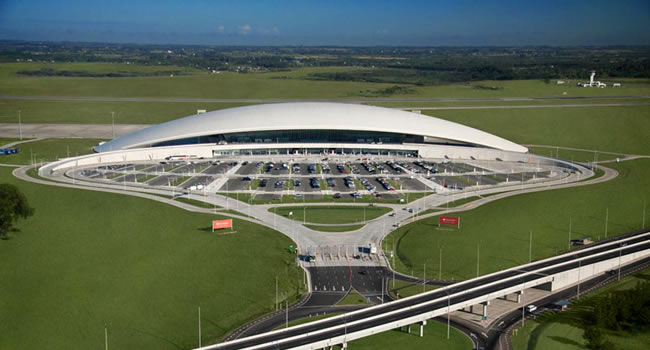
Міжнародний аеропорт Карраско
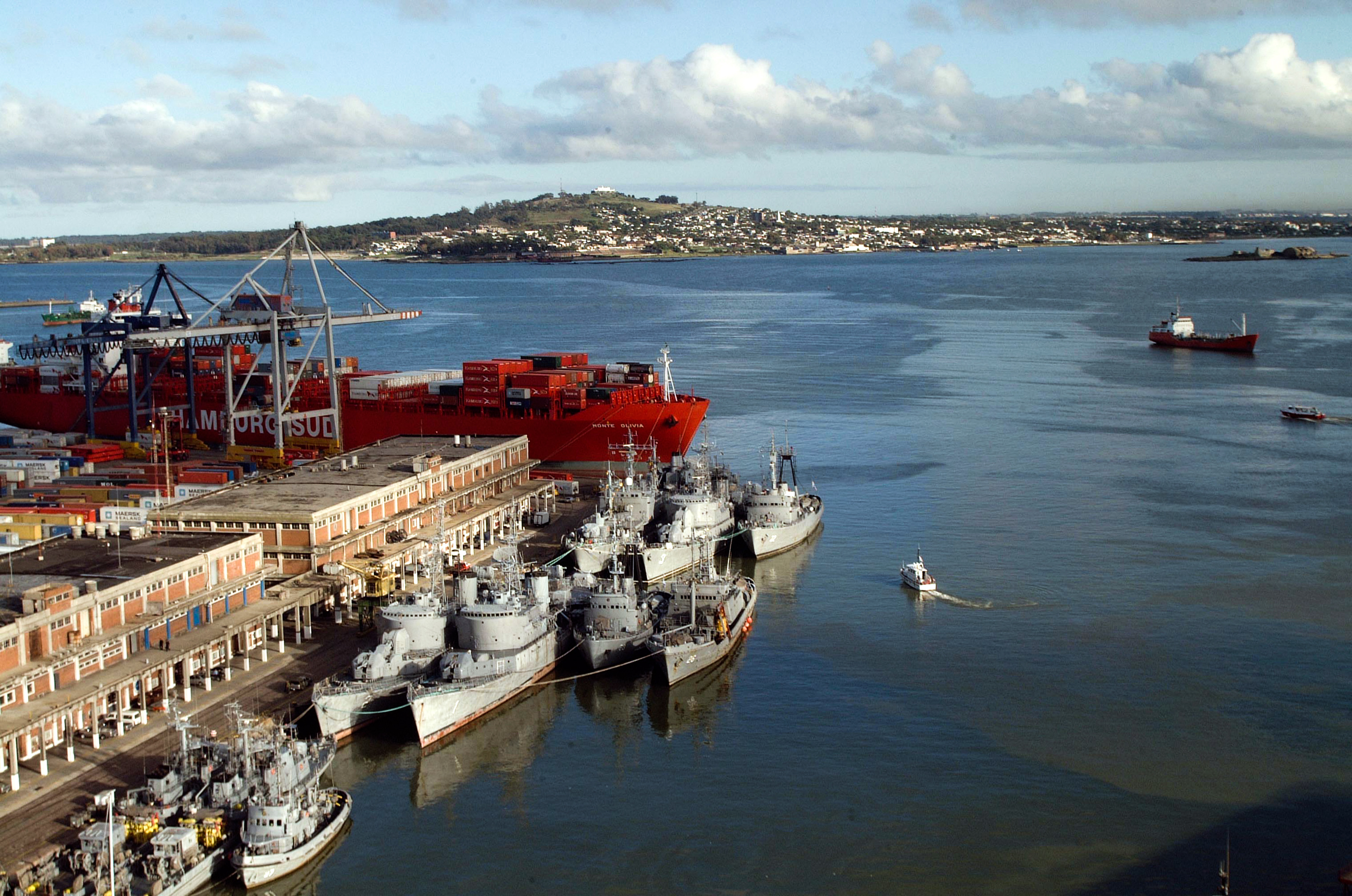
Порт
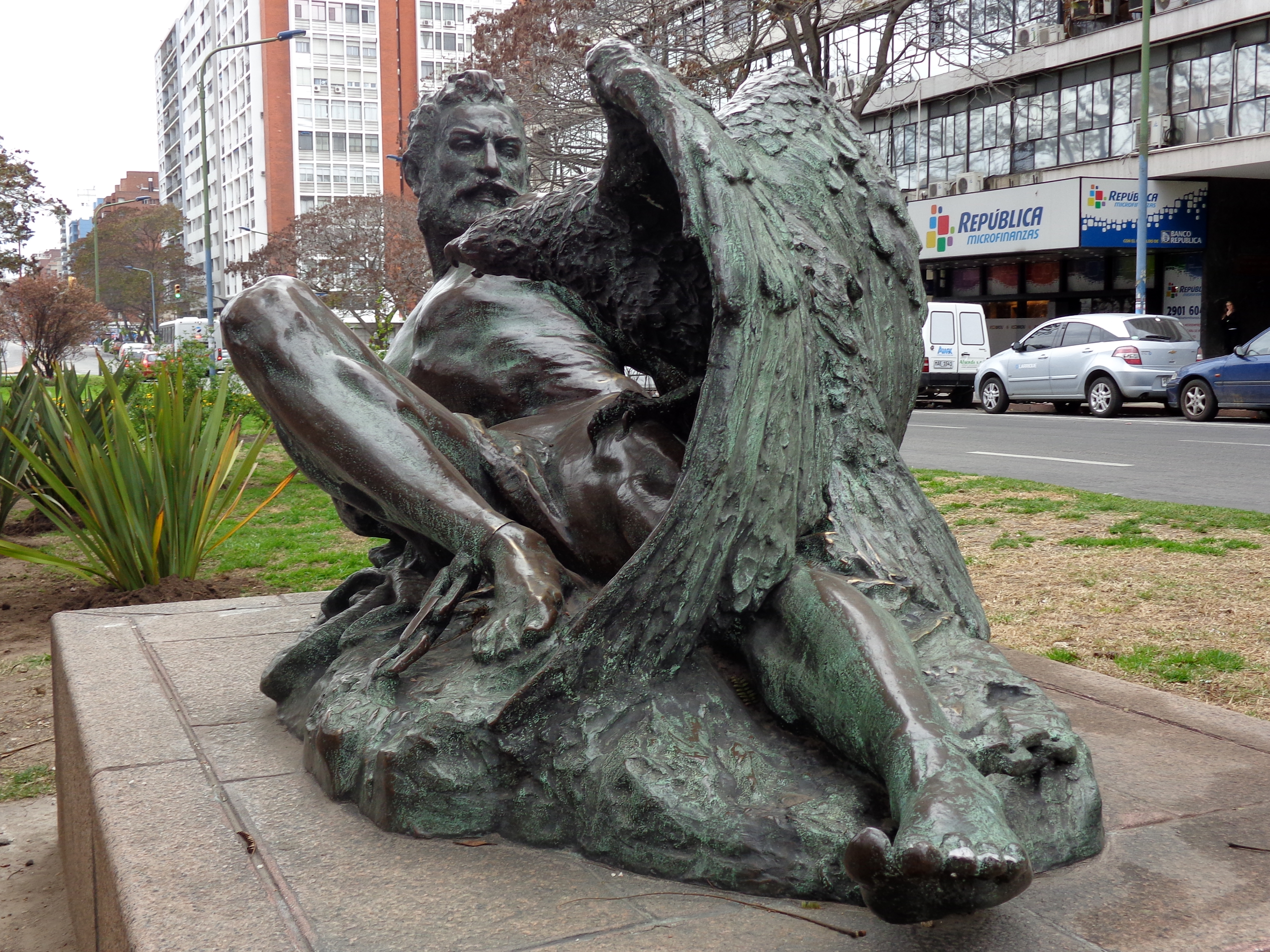
Статуя Прометея
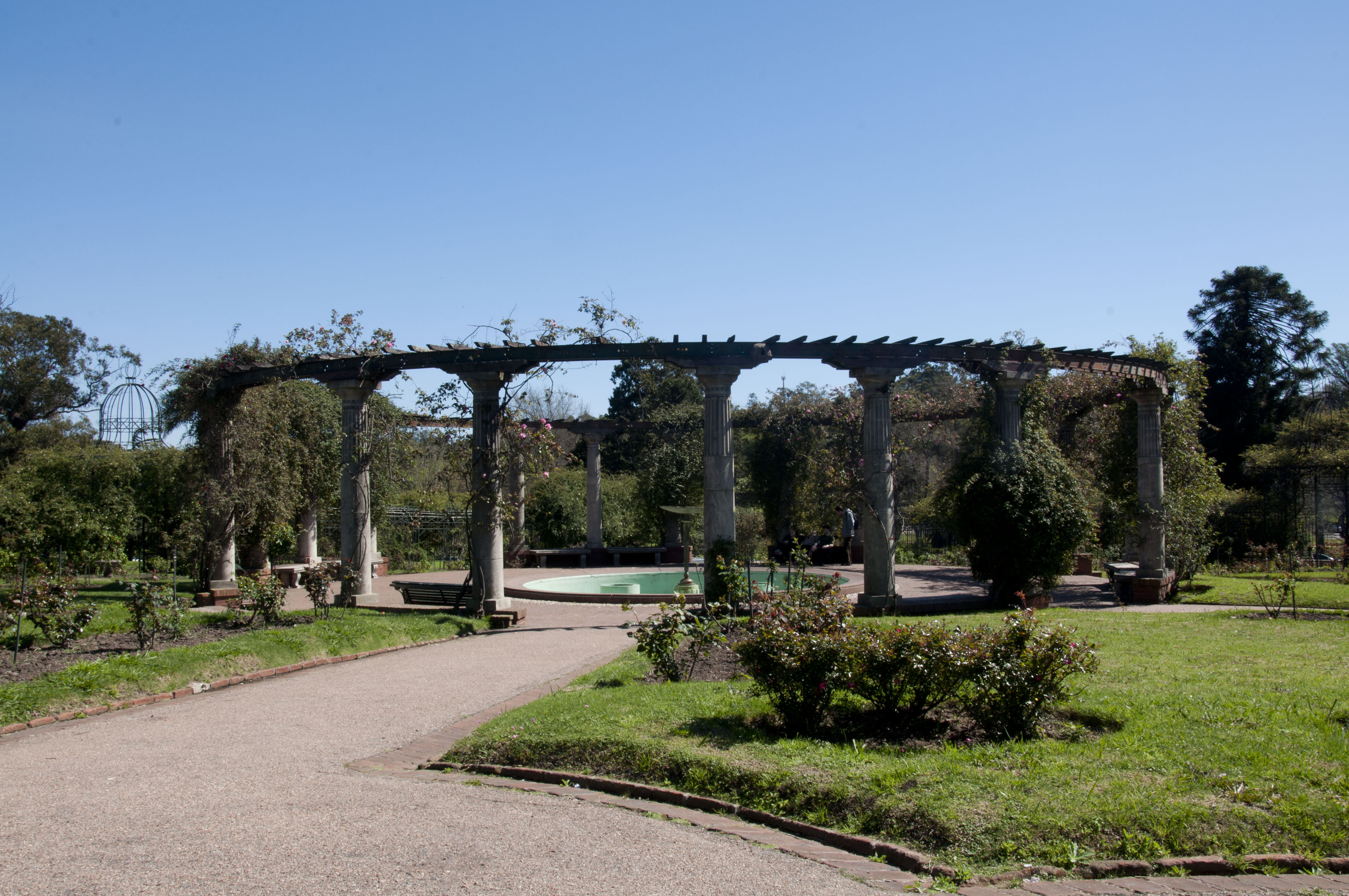
Сад Роседаль у парку Прадо
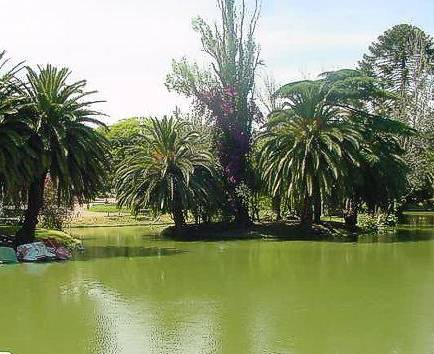
Парк Родо
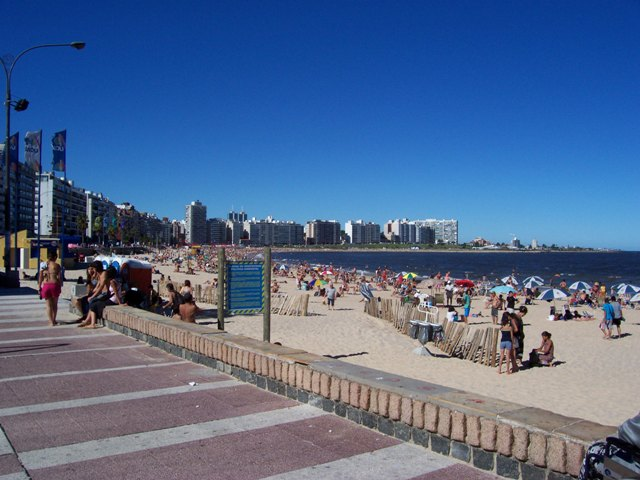
Пляж у Монтевідео